# Track & Field News
Track & Field News（トラック・アンド・フィールド・ニュース）は、1948年にバート・ネルソン（Bert Nelson）とコードナー・ネルソン（Cordner Nelson）の兄弟が創刊した、世界の陸上競技に焦点を当てた雑誌。
雑誌の表紙を飾る選手は、高校生から全国レベル、更に世界レベルで活躍するアメリカ人の陸上競技選手である。「スポーツのバイブル」を雑誌の標語としている。
ギャリー・ヒル（E. Garry Hill）が編集長を務め、ジーク・リンドストーム（Sieg Lindstrom）が総編集長となっている。出版社はエド・フォックス（Ed Fox）、出版代表はジャネット・ヴィツ（Janet Vitu）である。
毎年、世界およびアメリカの国内ランキングを作成し、雑誌編集者と陸上競技に詳しい専門家でアスリート・オブ・ザ・イヤーを選出している。
陸上競技を含むさまざまな競技で使われる略号、例えばWR（=World Record、世界記録）、WJR（=World Junior Record、世界ジュニア記録）などは、この雑誌で使い始めたものが広まり、一般化した。